# Liste der Kulturdenkmale in Haubitz (Grimma)
In der Liste der Kulturdenkmale in Haubitz sind die Kulturdenkmale des Grimmaer Ortsteils Haubitz verzeichnet, die bis Juli 2024 vom Landesamt für Denkmalpflege Sachsen erfasst wurden (ohne archäologische Kulturdenkmale). Die Anmerkungen sind zu beachten.
Diese Aufzählung ist eine Teilmenge der Liste der Kulturdenkmale in Grimma.

## Haubitz
| Bild                                    | Bezeichnung                                                        | Lage                             | Datierung                 | Beschreibung | ID       |
| --------------------------------------- | ------------------------------------------------------------------ | -------------------------------- | ------------------------- | --- | -------- |
|                                         | Seitengebäude und Scheune eines Dreiseithofes (ehemaliger Gasthof) | Am Rittergut 1 (Karte)           | 1. Hälfte 19. Jahrhundert | Zeugnis der ländlichen Bau- und Lebensweise in Fachwerkbauweise, von baugeschichtlicher und ortshistorischer Bedeutung. - zweigeschossig, Erdgeschoss massiv, Obergeschoss Fachwerk, Türgewände in Kunststein, Krüppelwalmdach, ältere Fenster, ältere Tür - Seitengebäude: zweigeschossig, Erdgeschoss massiv, Obergeschoss Fachwerk, einseitiges Krüppelwalmdach, im Hof Anbauten                                        | 08974543 |
| Weitere Bilder                          | Herrenhaus (mit vier Hausnummern) und Hofpflaster des Rittergutes  | Am Rittergut 4, 6, 8, 10 (Karte) | Um 1800                   | Stattlicher Putzbau mit Mansarddach, von ortshistorischer Bedeutung. Zweigeschossiger verputzter Massivbau, Fenstergewände in Stein (vermutlich Porphyrtuff), seitliche Tordurchfahrt, Torbogen mit Schlussstein, Mansarddach mit Schleppgauben und Fledermausgauben, profilierte Traufe, seitlicher eingeschossiger Anbau (Bruchstein) mit Tür- und Fenstergewände in Porphyrtuff, Dach des Anbaus erneuert (Satteldach). | 08974542 |
| Direkt Bild zu diesem Denkmal hochladen | Tagelöhnerhäuser (mit drei Eingängen)                              | Zum Teich 9, 11, 13 (Karte)      | 1. Hälfte 19. Jahrhundert | Von sozialhistorischer Bedeutung. Zweigeschossige verputzte Massivbauten, Fenster- und Türfaschen, Satteldach, Ziegelsteintraufe. | 08974544 |

## Tabellenlegende
- Bild: Bild des Kulturdenkmals, ggf. zusätzlich mit einem Link zu weiteren Fotos des Kulturdenkmals im Medienarchiv Wikimedia Commons. Wenn man auf das Kamerasymbol klickt, können Fotos zu Kulturdenkmalen aus dieser Liste hochgeladen werden:
- Bezeichnung: Denkmalgeschützte Objekte und ggf. Bauwerksname des Kulturdenkmals
- Lage: Straßenname und Hausnummer oder Flurstücknummer des Kulturdenkmals. Die Grundsortierung der Liste erfolgt nach dieser Adresse. Der Link (Karte) führt zu verschiedenen Kartendiensten mit der Position des Kulturdenkmals. Fehlt dieser Link, wurden die Koordinaten noch nicht eingetragen. Sind diese bekannt, können sie über ein Tool mit einer Kartenansicht einfach nachgetragen werden. In dieser Kartenansicht sind Kulturdenkmale ohne Koordinaten mit einem roten bzw. orangen Marker dargestellt und können durch Verschieben auf die richtige Position in der Karte mit Koordinaten versehen werden. Kulturdenkmale ohne Bild sind an einem blauen bzw. roten Marker erkennbar.
- Datierung: Baubeginn, Fertigstellung, Datum der Erstnennung oder grobe zeitliche Einordnung entsprechend des Eintrags in der sächsischen Denkmaldatenbank
- Beschreibung: Kurzcharakteristik des Kulturdenkmals entsprechend des Eintrags in der sächsischen Denkmaldatenbank, ggf. ergänzt durch die dort nur selten veröffentlichten Erfassungstexte oder zusätzliche Informationen
- ID: Vom Landesamt für Denkmalpflege Sachsen vergebene, das Kulturdenkmal eindeutig identifizierende Objekt-Nummer. Der Link führt zum PDF-Denkmaldokument des Landesamtes für Denkmalpflege Sachsen. Bei ehemaligen Kulturdenkmalen können die Objektnummern unbekannt sein und deshalb fehlen bzw. die Links von aus der Datenbank entfernten Objektnummern ins Leere führen. Ein ggf. vorhandenes Icon  führt zu den Angaben des Kulturdenkmals bei Wikidata.